# Wilhelm Nagel (Maler, 1820)
Wilhelm Nagel (* 3. März 1820 in Rees; † 9. Juli 1871 in Kleve) war ein deutscher Maler und Zeichner, der in Amsterdam tätig war.
Nagel lebte ab ca. 1835 in Amsterdam. 1868 bis 1871 war er Zeichenlehrer an der Bürgerschule in Amsterdam. Er malte Landschafts- und Marinebilder.